# Aymeric Priam
Aymeric Priam (Fort-de-France, Martinica, 26 de junio de 2000) es un deportista franceses que compite en atletismo, especialista en las carreras de velocidad. Ganó una medalla de bronce en el Relevos Mundiales 2024, en la prueba de 4 × 100 m.

## Palmarés internacional
| Relevos Mundiales | Relevos Mundiales | Relevos Mundiales | Relevos Mundiales |
| Año               | Lugar             | Medalla           | Prueba            |
| ----------------- | ----------------- | ----------------- | ----------------- |
| 2024              | Nasáu (Bahamas)   | Medalla de bronce | 4 × 100 m         |